# Crato
Crato és un municipi portuguès al districte de Portalegre, a la regió d'Alentejo i a la subregió de l'Alto Alentejo. El 2011 tenia 3.708 habitants. Limita al nord-est amb Gavião, Nisa i Castelo de Vide, a 22 km l'est de Portalegre, al sud-est amb Monforte i al sud-oest amb Alter do Chão i Ponte de Sor.
És un municipi amb història, amb un passat marcat per la presència de pastors megalítics: hi ha més de 70 dòlmens catalogats, dos dels quals són Monument Nacional: Anta do Tapadão i Anta do Crato. De l'època romana, queden restes de vil·les, habitatges i ponts. Álvaro Gonçalves Pereira, primer prior de Crato, hi va erigir el Monestir de Santa Maria de Flor da Rosa i el palau del Gran Prior, atribuït a l'arquitecte Miguel Arruda.

## Població
| Població del concelho de Crato (1801 – 2004) | Població del concelho de Crato (1801 – 2004) | Població del concelho de Crato (1801 – 2004) | Població del concelho de Crato (1801 – 2004) | Població del concelho de Crato (1801 – 2004) | Població del concelho de Crato (1801 – 2004) | Població del concelho de Crato (1801 – 2004) | Població del concelho de Crato (1801 – 2004) | Població del concelho de Crato (1801 – 2004) | Població del concelho de Crato (1801 – 2004) |
| -------------------------------------------- | -------------------------------------------- | -------------------------------------------- | -------------------------------------------- | -------------------------------------------- | -------------------------------------------- | -------------------------------------------- | -------------------------------------------- | -------------------------------------------- | -------------------------------------------- |
| 1801                                         | 1849                                         | 1900                                         | 1930                                         | 1960                                         | 1981                                         | 1991                                         | 2001                                         | 2004                                         | 2011                                         |
| 2968                                         | 3069                                         | 6074                                         | 8253                                         | 8642                                         | 5642                                         | 5064                                         | 4348                                         | 3995                                         | 3708                                         |

És subdividit en quatre freguesies:
- Aldeia da Mata
- Crato e Mártires (Crato), Flor da Rosa i Vale do Peso
- Gáfete
- Monte da Pedra